# Clusone
Clusone est une commune italienne de la province de Bergame, dans la région Lombardie.

## Patrimoine
- L’horloge à lune du planétaire Fanzago de Clusone[2].

## Fêtes, foires
- Clusone Jazz Festival

## Administration
| Période                                  | Période           | Identité             | Étiquette                             | Qualité |
| ---------------------------------------- | ----------------- | -------------------- | ------------------------------------- | ------- |
| 20 novembre 1994                         | 16 avril 2000     | Carlo Caffi          | Ligue du Nord                         |         |
| 17 avril 2000                            | 20 mars 2010      | Guido Giudici        | Ligue du Nord                         |         |
| 29 mars 2010                             | 22 septembre 2020 | Paolo Olini          | Le Peuple de la liberté-Ligue du Nord |         |
| 23 septembre 2020                        | en cours          | Massimo Morstabilini | Clusone al Massimo                    |         |
| Les données manquantes sont à compléter. |                   |                      |                                       |         |

### Hameaux
Fiorine

### Communes limitrophes
Gandino, Oltressenda Alta, Parre, Piario, Ponte Nossa, Rovetta, Villa d'Ogna